# Parlamentswahlen in Polen 1989
Die Parlamentswahlen in Polen 1989 fanden am 4. und 18. Juni 1989 statt. Bei der Wahl wurden die Abgeordneten des polnischen Parlaments in zwei Kammern (im Sejm und im wiedererrichteten Senat), erstmals nach dem Zweiten Weltkrieg in der Volksrepublik Polen in teilweise freien Wahlen, neu bestimmt.

## Wahlsystem
Die Sitze im Sejm wurden nach dem bei den Verhandlungen am Runden Tisch vereinbarten Schlüssel 65 Prozent für die Polska Zjednoczona Partia Robotnicza (PVAP) und ihre Blockparteien, 35 Prozent (161 von 460 Sitzen) für die freie Wahl (für sog. „unabhängige“ Kandidaten) vergeben, während die Wahlen zum Senat unbeschränkt waren.

## Wahlergebnis

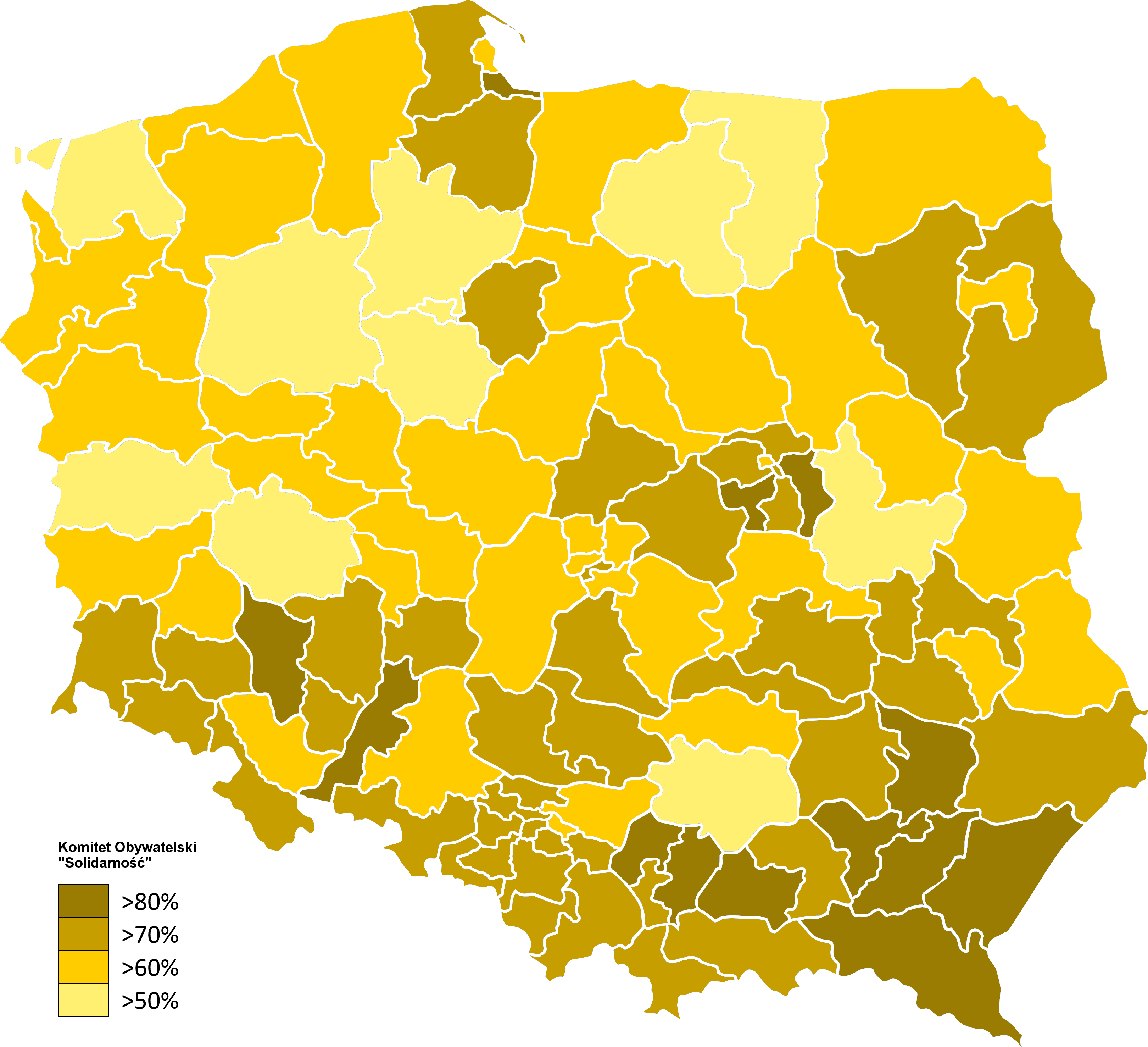
Wahlergebnisse des „Bürgerkomitees Solidarność“

Alle der 161 in freier Wahl vergebenen Sitze im Sejm wurden von Kandidaten des „Bürgerkomitees Solidarność“, der politischen Organisation der Gewerkschaft Solidarność gewonnen, die auch 99 der 100 möglichen Sitze im Senat gewann. Von den insgesamt 261 Kandidaten des „Bürgerkomitees Solidarność“ (jeweils nur ein Kandidat pro frei vergebenes Mandat) wurde nur ein einziger Senatskandidat nicht gewählt.